# Schülp (Dithmarschen)
Schülp település Németországban, Schleswig-Holstein tartományban. Lakosainak száma 406 fő (2023. december 31.).

## Népesség
A település népességének változása:
| Lakosok száma | 570  | 403  | 395  | 383  | 397  | 406  |
|               | 1975 | 2017 | 2019 | 2021 | 2022 | 2023 |